# Sân vận động Zuka Baloyi
Sân vận động Zuka Baloyi là một sân vận động đa dụng ở Welkom, Free State, Nam Phi. Sân hiện được sử dụng chủ yếu cho các trận đấu bóng đá và là sân nhà của Dinonyana F.C and Harmony F.C.